# Maria Tesch

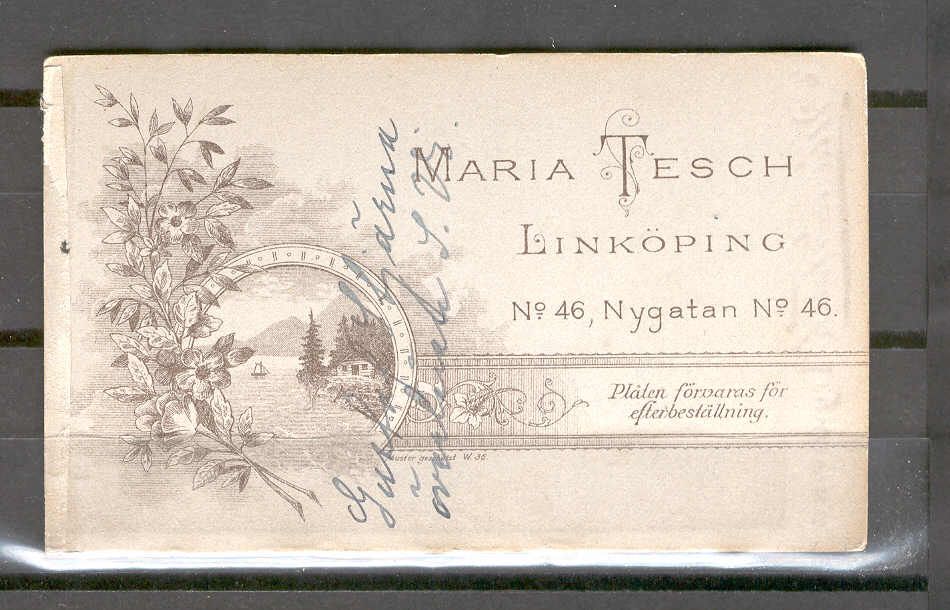
Zadní strana fotografie

Hedvig Maria Tesch (23. června 1850 – 5. dubna 1936) byla švédská profesionální fotografka, která provozovala studio v Linköpingu. V důsledku jejího produktivního a velmi úspěšného podnikání zůstaly tisíce jejích fotografií ve sbírkách místního muzea a okresní knihovny.

## Životopis
Tesch se narodila v Eksjö v roce 1850 a v roce 1873 se přestěhovala do Linköpingu, kde si otevřela ateliér v budově na rohu Drottninggatanu a Nygatanu. Bylo tak úspěšné, že o několik let později mohla nemovitost koupit. V důsledku její stále více známé pověsti ji lidé z města a okolí navštěvovali kvůli portrétům, které lze dodnes najít v mnoha rodinných albech. Díky své enormní pracovní kapacitě mohla Tesch své prostory rozšířit, zaměstnat několik zaměstnanců a otevřít pobočku v Eksjö. Jedním z jejích triků při vytváření dobrých fotografií bylo přimět lidi k úsměvu křikem „Vypadejte šťastně, pomyslete na toho, kdo tu fotografii získá,“ než zmizela za černou oponou.
Do své smrti 5. dubna 1936, Tesch získala značné jmění. Dědictví odkázala Linköpingské asociaci pro seniory Föreningen De gamlas hem i Linköping) a charitativním organizacím v Eksjö. Dnes jsou tisíce jejích fotografií uchovány v místní knihovně a Östergötlandském zemském muzeu, kde je k vidění některé její technické vybavení.

## Galerie

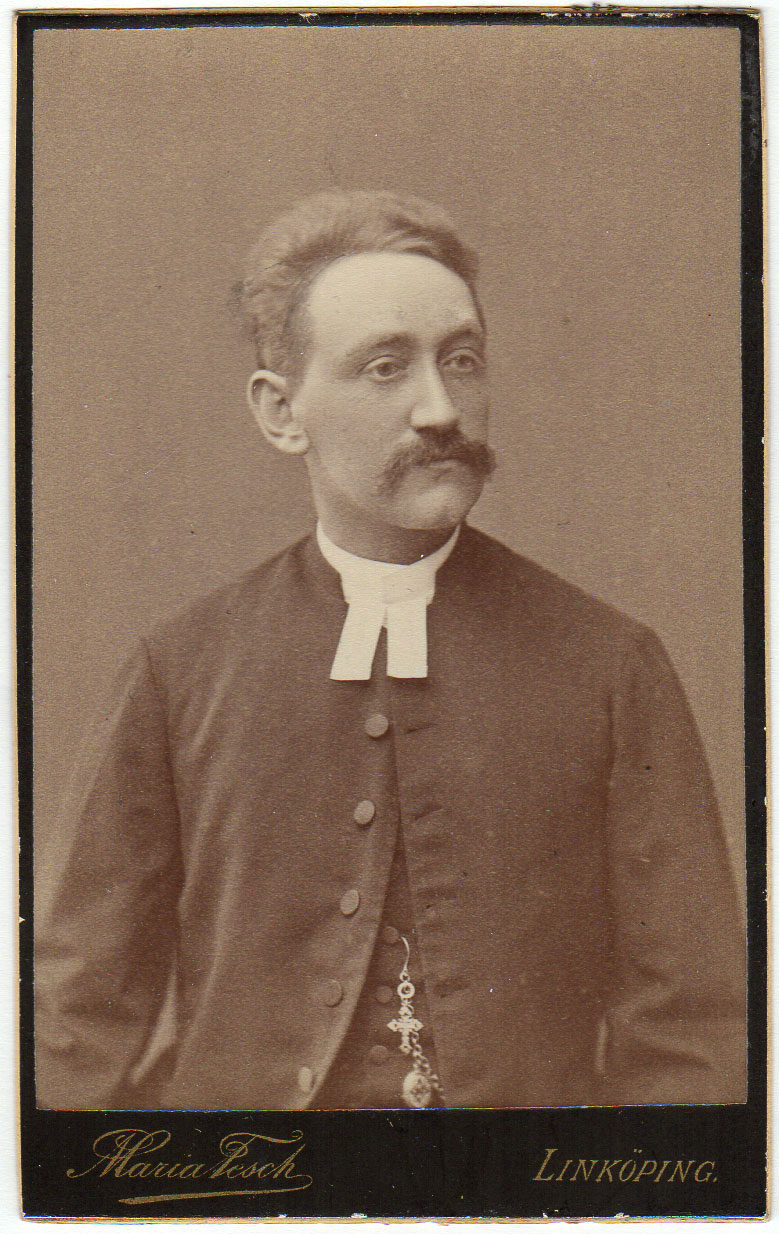
Anton Flentzberg, 1891
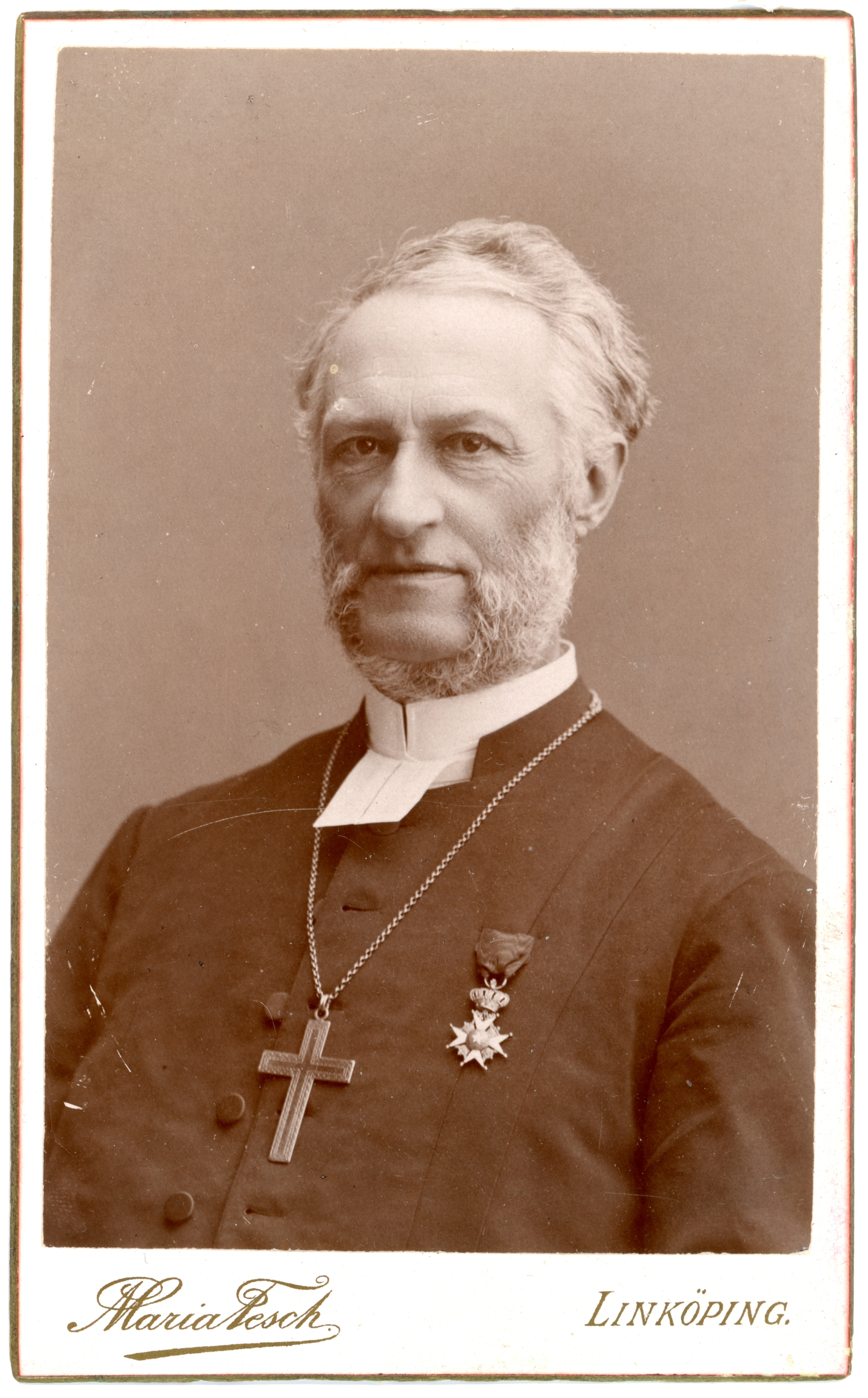
Carl Alfred Cornelius
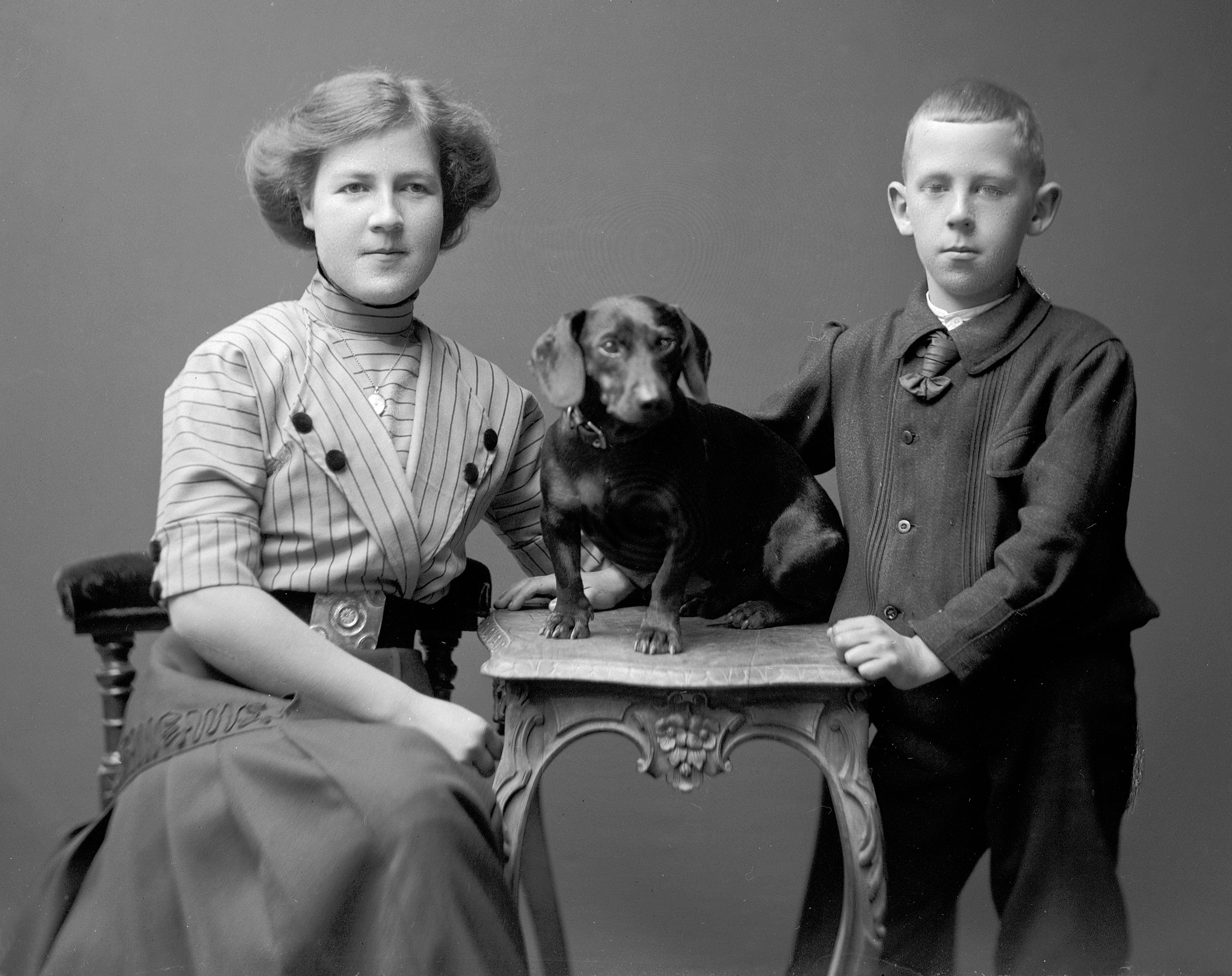
Studiový portrét
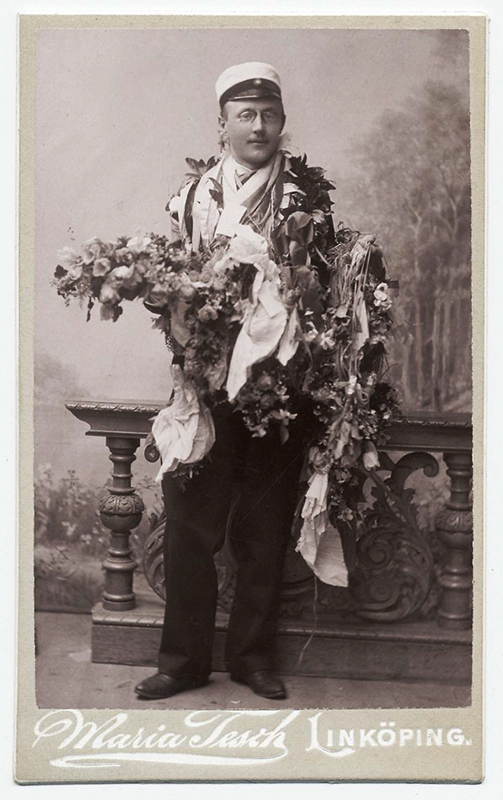
Studentský portrét Olle Faleije ve studentském klobouku a ověšeném květinami, Nordiska Museet
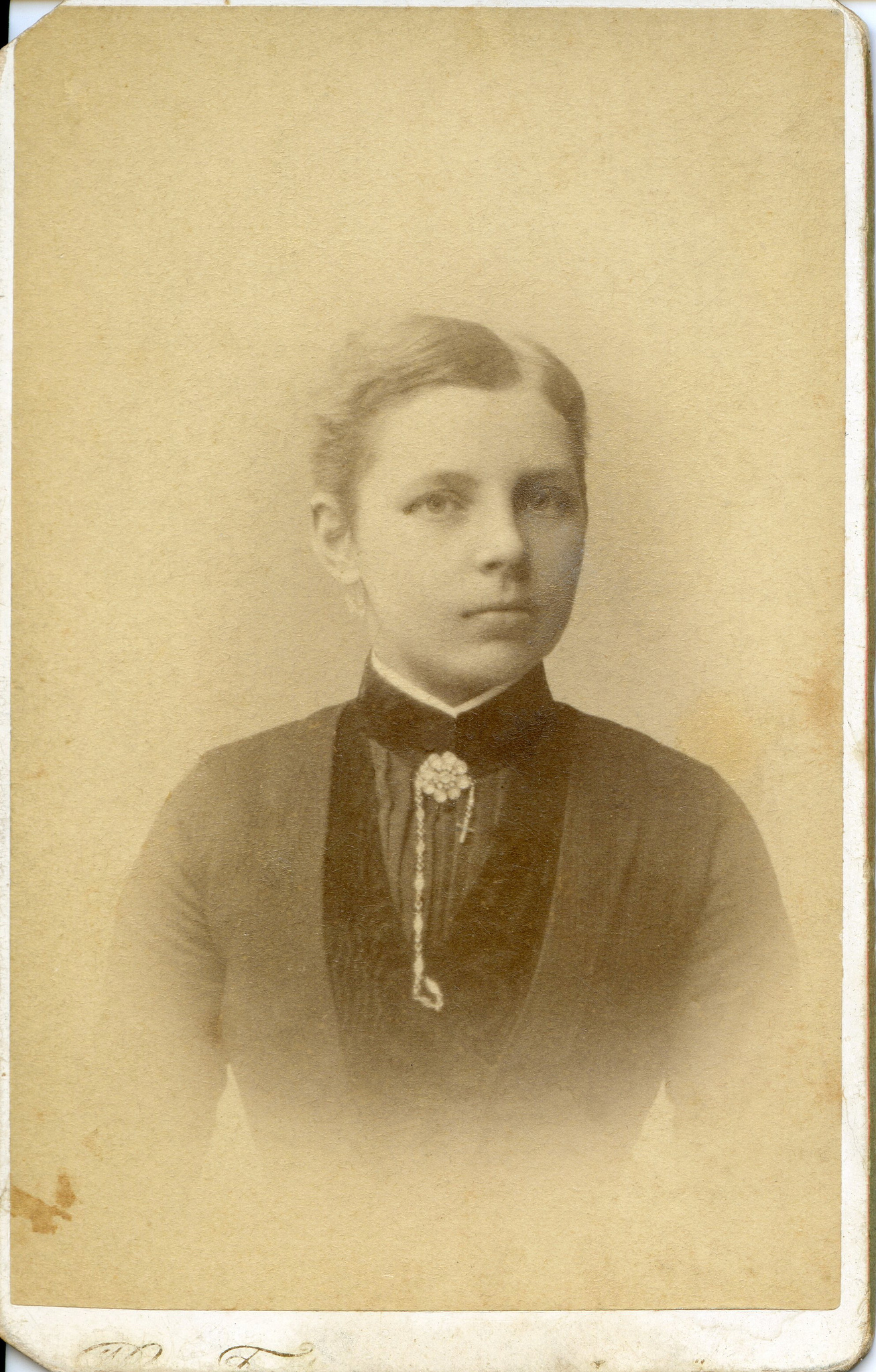
Mladá slečna z Linköpingu